# Geltow
Geltow è una frazione del comune tedesco di Schwielowsee, nel Brandeburgo.

Conta (2007) 3 604 abitanti.

## Storia
Geltow fu nominata per la prima volta nel 993.
Il 31 dicembre 2002 il comune di Geltow fu fuso con i comuni di Caputh e Ferch, formando il nuovo comune di Schwielowsee.